# Celena Mondie-Milner
Celena Mondie-Milner (ur. 6 sierpnia 1968 w Milledgeville) – amerykańska lekkoatletka specjalizująca się w krótkich biegach sprinterskich.

## Sukcesy sportowe
W 1991 r. zdobyła tytuł halowej wicemistrzyni Stanów Zjednoczonych w biegu na 200 metrów. W 1995 r. zdobyła dwa brązowe medale podczas mistrzostw Stanów Zjednoczonych, w biegach na 100 oraz 200 metrów. Największy sukces na arenie międzynarodowej odniosła w 1995 r. w Göteborgu, zdobywając tytuł mistrzyni świata w biegu sztafetowym 4 × 100 metrów. Startowała również w biegach na 100 i 200 metrów, w obu konkurencjach awansując do półfinałów, w których zajęła odpowiednio 5. oraz 8. miejsce.

## Rekordy życiowe
- bieg na 60 metrów (hala) – 7,17 – Atlanta 02/03/1996
- bieg na 100 metrów – 11,17 – Atlanta 14/06/1996
- bieg na 200 metrów – 22,55 – Atlanta 23/06/1996
- bieg na 200 metrów (hala) – 23,33 – Indianapolis 11/03/1989
- bieg na 400 metrów – 51,09 – Meksyk 01/06/2000
- bieg na 400 metrów (hala) – 53,61 – Blacksburg 12/02/2000